# The Last Sucker
The Last Sucker — одиннадцатый студийный альбом индастриал-метал-группы Ministry, выпущенный в 2007 году на 13th Planet Records. Пластинка является заключительной частью антибушевской трилогии: предшествующие - Houses of the Molé (2004) и Rio Grande Blood (2006). Диск занял 130-е место в американском чарте Billboard 200.

## Об альбоме
Фронтмен Fear Factory Бертон Кристофер Белл исполнил несколько песен альбома.
17 июля 2007 года произошла утечка копии альбома в интернете. Неделей раньше песни альбома были выпущены на их официальном веб-сайте.
Была выпущена эксклюзивная версия компакт-диска, содержащий ремиксы «Watch Yourself» и «Last Sucker».
Последний трек «End of Days Part Two» содержит образец прощальной речи Дуайта Эйзенхауэра, в которой он предупреждает об опасности «военно-промышленного комплекса». В конце песни также есть тихий образец «O Fortuna» в фоновом режиме. Ту же музыку отбирали в начале первого альбома в антибушевской трилогии Houses of the Molé.

## Список композиций
| №   | Название               | Авторы                                                | Длительность |
| --- | ---------------------- | ----------------------------------------------------- | ------------ |
| 1.  | «Let's Go»             | Йоргенсен, Квирин                                     | 4:53         |
| 2.  | «Watch Yourself»       | Йоргенсен, Рейвен                                     | 5:29         |
| 3.  | «Life Is Good»         | Йоргенсен, Квирин                                     | 4:15         |
| 4.  | «The Dick Song»        | Йоргенсен, Квирин                                     | 5:50         |
| 5.  | «The Last Sucker»      | Йоргенсен, Виктор                                     | 5:59         |
| 6.  | «No Glory»             | Йоргенсен, Виктор                                     | 3:42         |
| 7.  | «Death & Destruction»  | Йоргенсен, Квирин                                     | 3:31         |
| 8.  | «Roadhouse Blues»      | Моррисон, Манзарек, Кригер, Денсмор (The Doors Cover) | 4:26         |
| 9.  | «Die in a Crash»       | Йоргенсен, Виктор, Белл                               | 4:03         |
| 10. | «End of Days (Part 1)» | Йоргенсен, Виктор, Рейвен, Белл                       | 3:22         |
| 11. | «End of Days (Part 2)» | Йоргенсен, Виктор, Рейвен, Белл                       | 10:25        |

### Бонус-треки
| №   | Название                           | Длительность |
| --- | ---------------------------------- | ------------ |
| 12. | «Watch Yourself (The End is Here)» | 4:30         |
| 13. | «The Last Sucker (Remix)»          | 3:44         |
| 14. | «Die in a Crash (Remix)»           | 5:22         |
| 15. | «No Glory (Remix)»                 | 4:49         |
| 16. | «Death & Destruction (Remix)»      | 5:09         |

## Участники записи
Ministry
- Эй Йоргенсен — вокал, гитара, бас-гитара, губная гармоника (8), программирование, музыкальное программирование, продюсер
- Томми Виктор — гитара, бас, бэк-вокал
- Пол Рейвен — бас, гитара, бэк-вокал
- Сен Квирин — гитара, бас
- Джон Бэкдел — клавишные

Дополнительные музыканты
- Бертон К. Белл — вокал (9-11)
- Джош Брэдфорд — бэк-вокал (11)
- Энджи Джей — бэк-вокал (11)
- Кевин Спенс — бэк-вокал (11)
- Эрин Брасуэлл — бэк-вокал (11)
- Кейси Хаос — вокал (8)
- Дэйв Доннелли — продюсер, мастеринг
- Джон Билберри — звукорежиссёр, музыкальное программирование
- Лоутон Аутло — арт-директор, дизайнер, макет